# Малая Пиковка
Малая Пиковка — река в Томской области России. Устье реки находится в 14 км по левому берегу реки Пиковка. Длина реки составляет 77 км, площадь водосборного бассейна — 716 км².

## Притоки
(указано расстояние от устья)
- 3 км: Ломная (лв)
- 16 км: Чёрная (лв)

## Данные водного реестра
По данным государственного водного реестра России относится к Верхнеобскому бассейновому округу, водохозяйственный участок реки — Кеть, речной подбассейн реки — бассейн притоков (Верхней) Оби от Чулыма до Кети. Речной бассейн реки — (Верхняя) Обь до впадения Иртыша.